# Ministrowie spraw zagranicznych Australii
Australijski minister spraw zagranicznych (en. Minister for Foreign Affairs, do 1970 r. Minister for External Affairs) odpowiada za całokształt polityki zagranicznej Australii. Jest to jedno z najważniejszych stanowisk w australijskim rządzie federalnym. Urząd ministra spraw zagranicznych był często sprawowany przez urzędującego premiera.

## Lista ministrów spraw zagranicznych Australii
| od               | do           | osoba                                          | uwagi                                          |
| ---------------- | ------------ | ---------------------------------------------- | ---------------------------------------------- |
| 1901             | 1903         | Edmund Barton                                  | równocześnie premier Australii                 |
| 1903             | 1904         | Alfred Deakin                                  | równocześnie premier Australii                 |
| 1904             | 1904         | Billy Hughes                                   |                                                |
| 1904             | 1905         | George Reid                                    | równocześnie premier Australii                 |
| 1905             | 1908         | Alfred Deakin                                  | równocześnie premier Australii                 |
| 1908             | 1909         | Lee Batchelor                                  |                                                |
| 1909             | 1910         | Littleton Groom                                |                                                |
| 1910             | 1911         | Lee Batchelor                                  |                                                |
| 1911             | 1913         | Josiah Thomas                                  |                                                |
| 1913             | 1914         | Patrick Glynn                                  |                                                |
| 1914             | 1914         | John Arthur                                    |                                                |
| 1914             | 1916         | Hugh Mahon                                     |                                                |
| 1916             | 1921         | urząd nie istniał, jego rolę wypełniał premier | urząd nie istniał, jego rolę wypełniał premier |
| 1921             | 1923         | Billy Hughes                                   | równocześnie premier Australii                 |
| 1923             | 1929         | Stanley Bruce                                  | równocześnie premier Australii                 |
| 1929             | 1932         | James Scullin                                  | równocześnie premier Australii                 |
| 1932             | 1934         | John Latham                                    |                                                |
| 1934             | 1937         | George Pearce                                  |                                                |
| 1937             | 1939         | Billy Hughes                                   |                                                |
| 1939             | 1940         | Henry Gullett                                  |                                                |
| 1940             | 1940         | John McEwen                                    |                                                |
| 1940             | 1941         | Frederick Stewart                              |                                                |
| 1941             | 1949         | Herbert Vere Evatt                             |                                                |
| 1949             | 1951         | Percy Spender                                  |                                                |
| 1951             | 1960         | Richard Casey                                  |                                                |
| 1960             | 1961         | Robert Menzies                                 | równocześnie premier Australii                 |
| 1961             | 1964         | Garfield Barwick                               |                                                |
| 1964             | 1969         | Paul Hasluck                                   |                                                |
| 1969             | 1969         | Gordon Freeth                                  |                                                |
| 1969             | 1971         | William McMahon                                |                                                |
| 1971             | 1971         | Les Bury                                       |                                                |
| 1971             | 1972         | Nigel Bowen                                    |                                                |
| 1972             | 1973         | Gough Whitlam                                  | równocześnie premier Australii                 |
| 1973             | 1975         | Don Willesee                                   |                                                |
| 1975             | 1980         | Andrew Peacock                                 |                                                |
| 1980             | 1983         | Tony Street                                    |                                                |
| 1983             | 1988         | Bill Hayden                                    |                                                |
| 1988             | 1996         | Gareth Evans                                   |                                                |
| 1996             | 2007         | Alexander Downer                               |                                                |
| 2007             | 2010         | Stephen Smith                                  |                                                |
| 2010             | 2012         | Kevin Rudd                                     |                                                |
| 2012             | 2013         | Bob Carr                                       |                                                |
| 2013             | 2018         | Julie Bishop                                   |                                                |
| 28 sierpnia 2018 | 23 maja 2022 | Marise Payne                                   |                                                |
| od 23 maja 2022  |              | Penny Wong                                     |                                                |

źródło: